# Александар Николић (мачевалац)
Александар Николић (Велики Бечкерек, 12. мај 1919 — ?) бивши југословенски олимпијски репрезентативац у мачевању који се такмичио у борбама флоретом. Био је најмлађи учесник мачевалачког турнира на Летњим олимпијским играма 1936. у Берлину, са само 17 година и 83 дана.
На Олимпијским играма учествовао је само у екипном делу такмичења у флорету.
У екипном такмичењу Југославија је у првом колу била у групи 2 се Француском и Бразилом. Заузела је друго место у групи и пласирала се у четвртфинале опет у групи са Француском и Мађарском. У сваком мечу екипу су чинила четворица такмичара. Николић је био у екипи само у мечу против Француске у четвртфиналу, који је Југославија изгубила са 9 : 1. Николић није освојио ниједан бод, а два меча је изгубио са по 5 : 0.
Занимљивост
Олимпијски комитет Србије на свом сајту међу учесницима Југославије у Берлину 1936. није уврстио Александра Николића.